# Развој светског рекорда у атлетици на отвореном — маратон за жене
Први светски рекорд у маратону за жене одобреног од стране ИААФ (International Association of Athletics Federations – Међународна атлетска федерација), 2003. године. То је урадила Паула Радклиф са временом 2:15:24,6.
1 рекорд ратификован је од стране Међународне атлетске федерације ИААФ.

## Развој светског рекорда у маратону
Рекорди ратификовани од ИААФ-а
| Р.бр. | Време     | Атлетичарка        | Држава           | Место                                    | Датум               | Trajaњe                        |
| ----- | --------- | ------------------ | ---------------- | ---------------------------------------- | ------------------- | ------------------------------ |
| 1.    | 3:40:22   | Виолет Пирси       | Велика Британија | Лондон, Уједињено Краљевство             | 3. октобар 1926.    | 37 година, 2 месеца и 13 дана  |
| 2.    | 3:37:07   | Мери Лепер         | Сједињене Државе | Калвер Сити, САД                         | 16. децембар 1963.  | 5 месеци и 7 дана              |
| 3.    | 3:27:45   | Дејл Грејг         | Велика Британија | Ryde/Isle of Wight, Уједињено Краљевство | 23. мај 1964.       | 1 месец и 28 дана              |
| 4.    | 3:19:33   | Милдред Сампсон    | Нови Зеланд      | Окланд, Нови Зеланд                      | 21. јул 1964.       | 2 године, 9 месеци и 15 дана   |
| 5.    | 3:15:22   | Морин Вилтон       | Канада           | Торонто, Канада                          | 6. мај 1967.        | 4 месеца и 10 дана             |
| 6.    | 3:07:26,2 | Ани Педе-Ердкамп   | Немачка          | Waldniel, Немачка                        | 16. септембар 1967. | 2 године, 5 месеци и 12 дана   |
| 7.    | 3:02:53   | Каролина Вокер     | Сједињене Државе | Сисајд, САД                              | 28. фебруар 1970.   | 1 година, 2 месеца и 11 дана   |
| 8.    | 3:01:42   | Елизабет Бонер     | Сједињене Државе | Филаделфија, САД                         | 9. мај 1971.        | 4 месеца и 10 дана             |
| 9.    | 2:55:22   | Елизабет Бонер     | Сједињене Државе | Њујорк, САД                              | 19. септембар 1971. | 2 месеца и 16 дана             |
| 10.   | 2:49:40   | Черил Бриџиз       | Сједињене Државе | Калвер Сити, САД                         | 5. децембар 1971.   | 1 година, 11 месеци и 27 дана  |
| 11.   | 2:46:36   | Мичико Горман      | Сједињене Државе | Калвер Сити, САД                         | 2. децембар 1973.   | 10 месеци и 25 дана            |
| 12.   | 2:46:24   | Шантал Лангласе    | Француска        | Neuf Brisach, Француска                  | 27. октобар 1974.   | 1 месец и 4 дана               |
| 13.   | 2:43:54,5 | Џеклин Хансен      | Сједињене Државе | Калвер Сити, САД                         | 1. децембар 1974.   | 4 месеца и 20 дана             |
| 14.   | 2:42:24   | Лијане Винтер      | Западна Немачка  | Бостон, САД                              | 21. април 1975.     | 12 дана                        |
| 15.   | 2:40:15,8 | Христа Вахленсик   | Западна Немачка  | Дилмен, Западна Немачка                  | 3. мај 1975.        | 5 месеци и 9 дана              |
| 16.   | 2:38:19   | Џеклин Хансен      | Сједињене Државе | Јуџин, САД                               | 12. октобар 1975.   | 1 година, 6 месеци и 19 дана   |
| 17.   | 2:35:15,4 | Шантал Лангласе    | Француска        | Oyarzun, Шпанија                         | 1. мај 1977.        | 4 месеца и 9 дана              |
| 18.   | 2:34:47,5 | Христа Вахленсик   | Западна Немачка  | Западни Берлин, Западна Немачка          | 10. септембар 1977. | 3 године, 1 месец и 12 дана    |
| 19.   | 2:32:29,8 | Грете Вајц         | Норвешка         | Њујорк, САД                              | 22. октобар 1978.   | 11 месеци и 29 дана            |
| 20.   | 2:27:32,6 | Грете Вајц         | Норвешка         | Њујорк, САД                              | 21. октобар 1979.   | 1 година и 0 дана              |
| 21.   | 2:25:41.3 | Грете Вајц         | Норвешка         | Њујорк, САД                              | 21. октобар 1980.   | 2 године, 5 месеци и 27 дана   |
| 22.   | 2:25:28,7 | Грете Вајц         | Норвешка         | Лондон, Уједињено Краљевство             | 17. април 1983.     | 1 дан                          |
| 23.   | 2:22:43   | Џоун Беноа         | Сједињене Државе | Бостон, САД                              | 18. април 1983.     | 2 године и 3 дана              |
| 24.   | 2:21:06   | Ингрид Кристиансен | Норвешка         | Лондон, Уједињено Краљевство             | 21. април 1985.     | 12 година, 11 месеци и 29 дана |
| 25.   | 2:20:47   | Тегла Лороупе      | Кенија           | Ротердам, Холандија                      | 19. април 1998.     | 1 година, 5 месеци и 7 дана    |
| 26.   | 2:20:43   | Тегла Лороупе      | Кенија           | Берлин, Немачка                          | 26. септембар 1999. | 2 године и 4 дана              |
| 27.   | 2:19:46   | Наоко Такахаши     | Јапан            | Берлин, Немачка                          | 30. септембар 2001. | 7 дана                         |
| 28.   | 2:08:33,6 | Катрин Ндереба     | Кенија           | Чикаго, САД                              | 7. октобар 2001.    | 1 година и 6 дана              |
| 29.   | 2:17:17,8 | Паула Радклиф      | Велика Британија | Чикаго, САД                              | 13. октобар 2002.   | 6 месеци                       |
| 30.   | 2:15:24,6 | Паула Радклиф      | Велика Британија | Лондон, Уједињено Краљевство             | 13. април 2003.     | 22 године и 59 дана            |